# Koháry-kúria (Fülek)
A Koháry-kastély Fülek egyik leghíresebb nevezetessége. A kastélyt barokk stílusban épült Koháry István (országbíró) megbízásából.

## Története

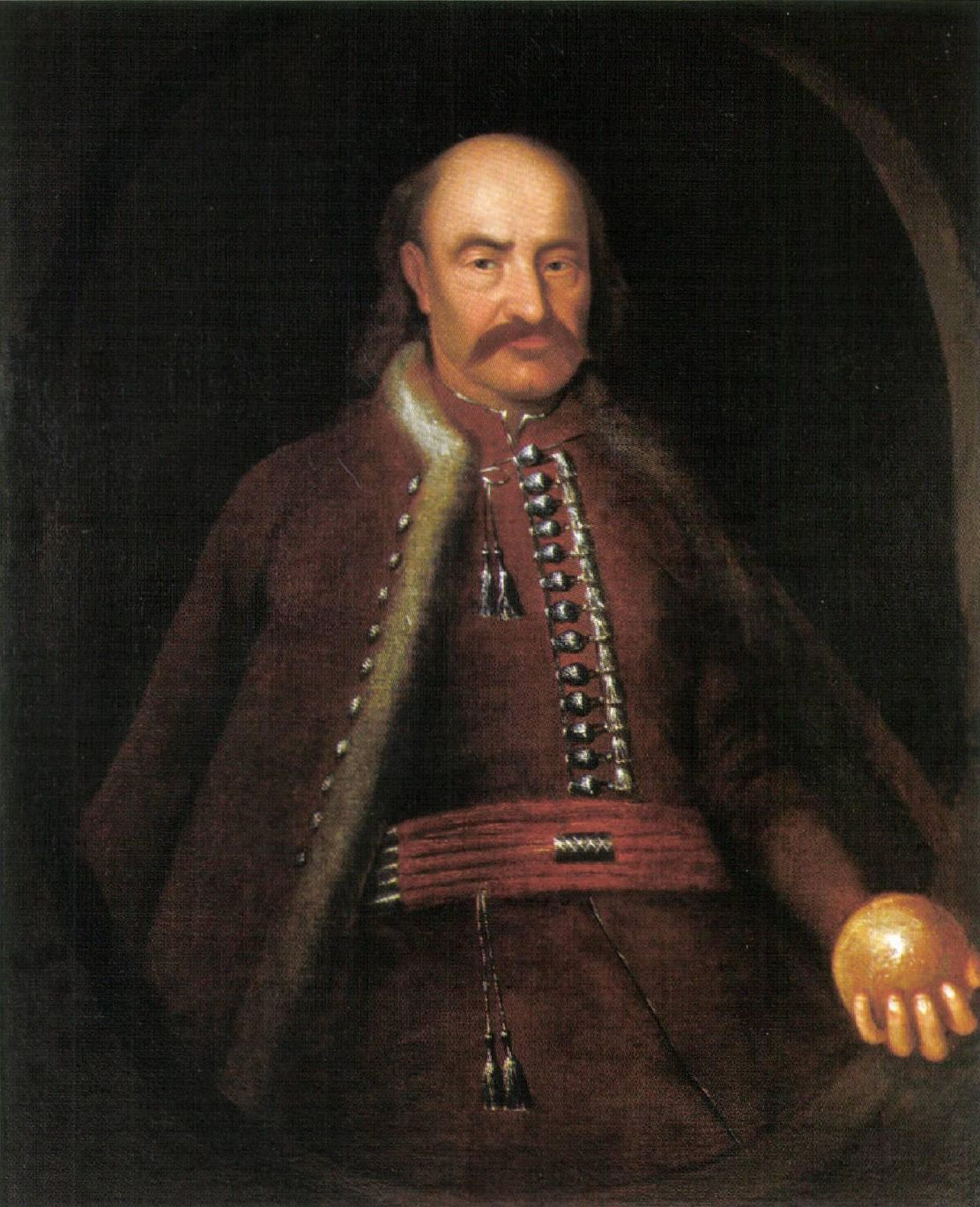

A törökök és Thököly Imre seregei 1682-ben lerombolták a várat és a várost, a várkapitányt II. Koháry Istvánt foglyul ejtették, aki a fogságból hazatérve a templom újjáépítéséhez kezdett. Volt miből, hiszen a király iránti hűségéért jelentős vagyonhoz jutott. 
A törökök által felrobbantott várat már nem építteti újjá. Helyette a városban kastélyt építtet, az ún. Koháry-kúriát. A barokk stílusú épület ráépült a 17. században épült Báthory-kúria alapjaira. A Koháry-kúria a 18. század első felében készült el. 
Figyelemreméltók a díszítőelemei és látványos a stukkós porosz boltozat, valamint a tágas pincehelyiség lunettás boltozata. A kúriát a 47.számú Koháry István Cserkészcsapat használja mint cserkészotthont.